# Warenproduktion
Warenproduktion ist ein zentraler Begriff der marxistischen Theorie. Ihre Existenzbedingung ist die arbeitsteilige Produktion von Gütern durch selbständige Produzenten, die sie auf dem Markt austauschen. Marx nennt dieses Verhältnis der Produzenten, in dem sich Privatarbeit als allgemeine gesellschaftliche darstellt, gesellschaftliche Arbeitsteilung. Der Markttausch macht aus Produkten Waren, die als Träger von Gebrauchs- und Tauschwert wie die darin verdinglichte Arbeit einen „Doppelcharakter“ erhalten. Die Verhältnisse von Personen (die realiter füreinander arbeiten) erscheinen als Verhältnisse von Dingen, die sich gegenüber ihren Produzenten verselbständigt haben (Verdinglichung, Warenfetischismus).
Marx unterscheidet zwischen einfacher und kapitalistischer Warenproduktion. Erst wenn die „Arbeit“ von den Produktionsmitteln getrennt und als Lohnarbeit selbst zur Ware wird, geht die einfache in eine kapitalistische, auf Ausbeutung beruhende Warenproduktion über.

„Am Anfang“ gehört „das Produkt dem Produzenten“, der, „Äquivalent gegen Äquivalent austauschend, sich nur durch eigene Arbeit bereichern kann“. „[S]obald die Arbeitskraft durch den Arbeiter selbst als Ware frei verkauft wird“, [...] „zwingt die Warenproduktion sich der gesamten Gesellschaft auf“ – sie wird kapitalistische Produktionsform, indem „die Eigentumsgesetze der Warenproduktion um[schlagen] in Gesetze der kapitalistischen Aneignung.“